# Igreja de Nossa Senhora da Escravidão
A Igreja de Nossa Senhora da Escravidão (em galego: Igrexa da Nosa Señora da Escravitude), também conhecido como Santuário da Escravitude é um templo mariano situado na aldeia de Escravitude, na paróquia civil de Santa María de Cruces, município (concello em galego) de Padrón, Galiza. A igreja faz parte do Caminho Português de Santiago.

## História
Segundo a tradição, dois eventos determinaram a construção do santuário. O primeiro deu-se em 1582, quando Juan Pérez Mondragón, reitor da paróquia de Cruces estve a ponto de morrer esmagado por uma árvore. Ao salvar-se, como sinal de agradecimento a Nossa Senhora, mandou esculpir uma imagem da Virgem com o Menino, que foi colocada sobre uma fonte que havia no lugar, conhecida desde então como Fonte Santa.
O segundo evento teve lugar em 1732, quando um salnesão que padecia de hidropisia se dirigia com a sua mulher e filha para o hospital de Santiago de Compostela. Ao passar pela Fonte Santa, bebeu a sua água e pediu ajuda à Virgem, curando-se ao fim de três dias da sua doença. Segundo a lenda ele agradeceu alto à Virgem por tê-lo curado da "escravidão" do seu mal, o que deu origem ao nome do santuário. Em sinal de gratidão, o homem doou o carro e os bois. Ao espalhar-se a notícia, a fonte começou a atrair devotos em busca de cura, o que trouxe consigo o aumento das doações.
Com essas doações foi construída uma capela onde se colocou a imagem, chamada já Nossa Senhora da Escravidão e com o passar do tempo ampliou-se o edifício até se chegar à atual igreja. O documento notarial da pintura do retábulo-mor data a finalização das obras em 1743. Em 1885, graças ao financiamento de um galego que enriquecera na América, foi construída uma segunda torre simétrica à que já tinha a igreja em 1743, ficando esta com o aspeto que tem hoje.